# Федорченко Адольф Михайлович
Адо́льф Миха́йлович Федо́рченко (29 березня 1931, Олександрівка — 14 грудня 1994, Київ) — український фізик-теоретик, доктор фізико-математичних наук (1970), професор, завідувач кафедри теоретичної фізики Київського Національного університету імені Тараса Шевченка, академік Академії наук вищої школи України (1993).

## Життєпис
Народився 29 березня 1931 р. у містечку Олександрівці (тепер районний центр Олександрівського району Кіровоградської області) у вчительській родині. Рано захопився науками про природу, тому вирішив поступати на фізичний факультет Київського університету. Уже на перших курсах вирішив, що буде фізиком-теоретиком. У 1954 році закінчив кафедру теоретичної фізики.

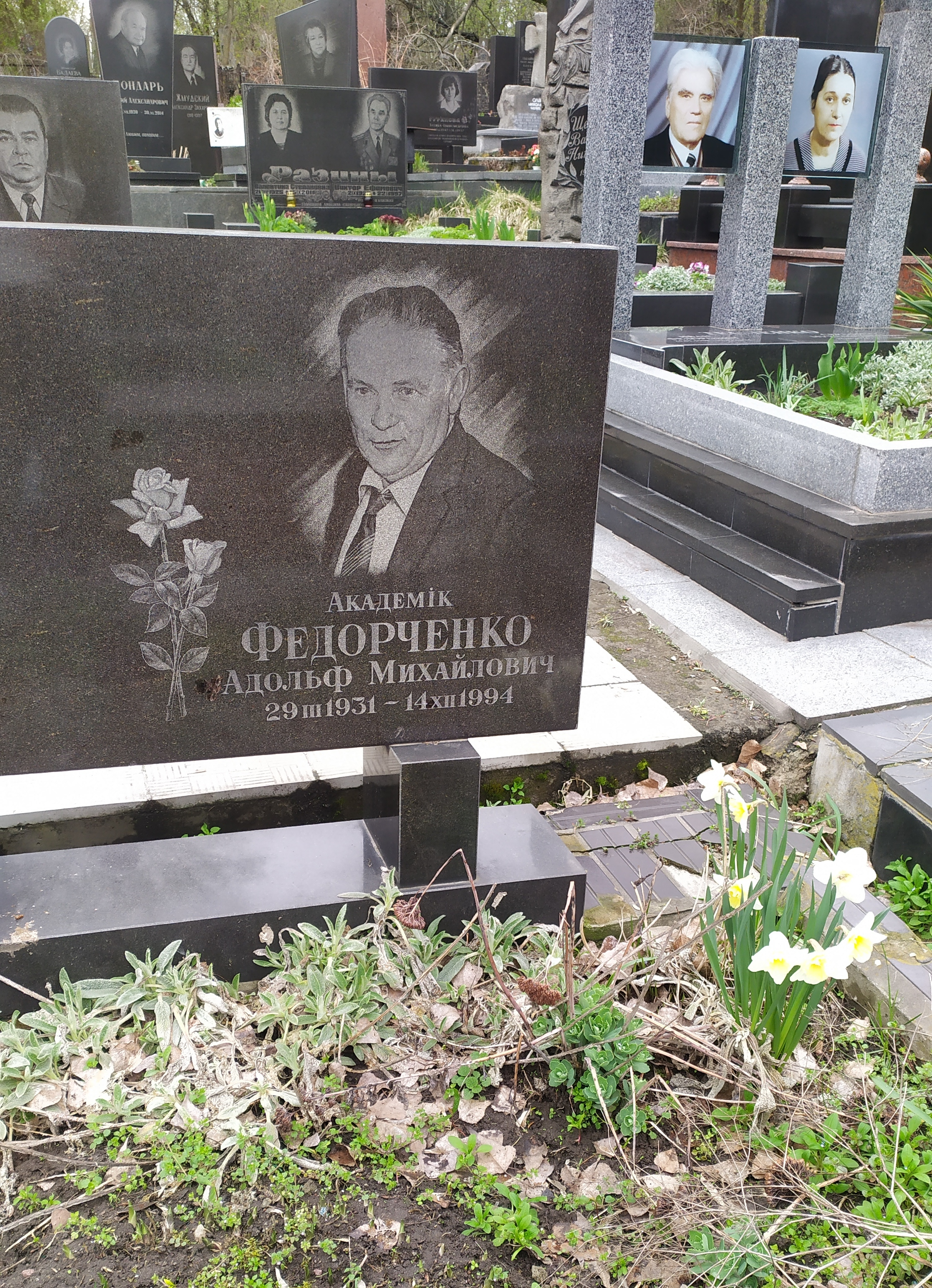
Могила Адольфа Федорченка, Байкове кладовище

Навчався у аспірантурі Московського університету, був учнем Миколи Миколайовича Боголюбова. З 1956 року працював у Київському університеті на посаді асистента кафедри теоретичної фізики. У 1958 р. захистив кандидатську дисертацію. З 1962 р. працював доцентом кафедри, з 1966 — завідувачем кафедри теоретичної фізики. У 1969 році захистив докторську дисертацію.
Очолював комісію з фізики науково-методичної ради Міністерства освіти і науки України, багато років був головою журі всеукраїнських олімпіад з фізики.
Помер 14 грудня 1994 року від інфаркту, в коридорі університету Шевченка, прямуючи на лекцію до студентів. Похований на Байковому кладовищі (ділянка № 49а, 50°24′59.10″ пн. ш. 30°30′6.40″ сх. д. / 50.4164167° пн. ш. 30.5017778° сх. д.).

## Науковий доробок
Основний напрямок наукових досліджень — розробка теорії нестійкості систем з розподіленими параметрами. На основі теорії Адольфом Михайловичем були отримані принципи генерації та підсилення надвисокочастотних коливань у твердотільній плазмі, розроблені методи аналізу нелінійних задач у фізиці плазми, теорії лазерів на парах металів та ексимерних лазерів.
Був одним з фундаторів, подвижників наукової школи теоретичної фізики в Україні. Упродовж майже 30-річного керування кафедрою теоретичної фізики у Київському університеті підготував багато талановитих теоретиків.
Адольф Михайлович Федорченко є автором понад 200 наукових робіт з фізики твердого тіла, акустики, теорії хвильових процесів та фізики плазми, автором та співавтором 17 посібників для студентів, серед яких визначне місце займає курс теоретичної фізики.
Основні наукові праці:
- збірник задач «Сборник задач по теоретической физике» (у співавторстві з Л. Г. Гречком, В. Й. Сугаковим, О. Ф. Томасевич, видавнитво М., «Высшая школа» 1972, 1984;
- монографія А. М. Федорченко, М. Я. Коцаренко «Абсолютная и конвективная неустойчивость в плазме и твердых телах» (Москва: «Наука», 176 с., 1981);
- «Экспериментальные основы и математическая формулировка фундаментальных законов физики» (Київ, 1992);
- двотомник «Теоретична фізика. Класична механіка і електродинаміка» т.1 та «Теоретична фізика. Квантова механіка, термодинаміка і статистична фізика» т.2 (видавнитво «Вища школа» 1992 ,1993);

Видавався за кордоном (Велика Британія, Китай).

## Відзнаки
Лауреат премії Ярослава Мудрого у галузі науки і техніки (1994), нагороджений медаллю «Ветеран праці» (1985), медаллю ім. А. С. Макаренка (1988).